# Leonel Sanchez
Leonel Sánchez (Santiago, 25 april 1936 – 2 april 2022) was een Chileens voetballer, die als aanvaller speelde. Sánchez speelde bijna zijn hele carrière voor de Chileense club Universidad de Chile. Met deze club werd hij zesmaal landskampioen (1959, 1962, 1964, 1965, 1967, 1969).

## Clubcarrière
Sánchez maakte in 1953 zijn debuut voor Universidad de Chile en speelde vervolgens zeventien jaar voor deze club. In deze periode was hij onderdeel van het 'Ballet Azul' (blauwe ballet): de gouden generatie van de club die tussen 1959 en 1969 zes keer landskampioen werd. In 1969 was Universidad de Chile gedwongen hem te verkopen en speelde hij achtereenvolgens voor Colo-Colo, Club Deportivo Palestino en Ferroviarios. Met Colo-Colo wist Sanchez in 1970 opnieuw landskampioen te worden. In 1973, op 37-jarige leeftijd, stopte Sánchez met voetballen.

## Interlandcarrière
Van 1955 tot en met 1968 kwam Sánchez uit voor de nationale ploeg. In totaal speelde hij 85 interlands en scoorde hij 27 keer. Met dat aantal was hij jarenlang nationaal recordhouder, totdat doelman Claudio Bravo hem passeerde op 10 oktober 2014. Sánchez speelde zowel op het WK 1962 als op het WK 1966. Op het WK 1962 werd hij samen met vijf andere spelers topschutter van het toernooi en was hij aanvoerder van het nationale elftal. Bij de wedstrijd tegen Italië brak hij de neus van Humberto Maschio en kreeg hiervoor geen rode kaart.